# Federal Food, Drug and Cosmetic Act
Pure Food and Drug Act
Le Federal Food, Drug and Cosmetic Act est une loi fédérale américaine, signée en 1938 par le président Roosevelt, à la suite du scandale de l'année précédente lors duquel une centaine de personnes étaient décédées à la suite de l'ingestion de l'élixir sulfanilamide, médicament rendu toxique par la présence de diéthylène glycol. Venant après le Pure Food and Drug Act de 1906, qui mènera à la création de la Food and Drug Administration (FDA), cette nouvelle loi vient renforcer les pouvoirs de l'administration fédérale et en particulier de la FDA en matière d'autorisation de mise sur le marché (AMM) des médicaments et produits cosmétiques.

## Dispositions
Rédigée principalement par le sénateur Royal S. Copeland (en), conseillé par le fonctionnaire de la FDA Walter Campbell, et avec l'appui du secrétaire d'État à l'Agriculture Henry Wallace, auteur d'un rapport majeur sur le scandale de l'élixir sulfanilamide, le Federal Food, Drug and Cosmetic Act fournit depuis le cadre principal de la réglementation sanitaire aux États-Unis. Au même moment, le Wheeler–Lea Act (en) donnant autorité à la Federal Trade Commission pour la réglementation de la publicité, limitait en partie la marge de manœuvre de la FDA.
Affermi par la décision de la Cour suprême United States v. Dotterweich (en) (1943) instaurant la responsabilité pénale d'un dirigeant de firme pour adultération de produits, ce cadre général a été amendé à de nombreuses reprises, en particulier par l'amendement Kefauver Harris (en) de 1962 qui faisait suite au scandale de la thalidomide. Cet amendement contraignait les industriels à fournir la preuve de l'innocuité de leur médicament ainsi que de leur efficacité.
En 1984, le Waxman-Hatch Act (en), ou Drug Price Competition and Patent Term Restoration Act, amenda cette loi afin d'encadrer le développement des médicaments génériques. Cette loi permet aux fabricants de génériques de passer par la procédure dite de l'Abbreviated New Drug Application (en), qui leur permet de se dispenser d'essais pré-cliniques (in vitro et sur animaux) et d'essais cliniques pour obtenir l'AMM, à condition qu'ils démontrent la bioéquivalence du générique avec le médicament princeps (de marque).
La loi concerne les additifs alimentaires et les produits issus d'OGM (organismes génétiquement modifiés), lesquels sont soumis à cette procédure d'autorisation préalable de la FDA, sauf s'ils bénéficient de l'exemption connue sous le nom de règle du Generally recognized as safe (GRAS). Les produits homéopathiques ou l'eau minérale vendue en bouteille sont aussi concernés par ce cadre réglementaire, ainsi que les dispositifs médicaux (inclus par la section 510(k)).

## Liste d'amendements et de lois liées
Le site de la FDCA décrit ces lois et amendements.
Amendements :
- Infant Formula Act of 1980, Public Law (PL) 96-359 (26 octobre 1980)
- Orphan Drug Act, PL 97-414 (4 janvier 1983)
- Drug Price Competition and Patent Term Restoration Act of 1984, PL 98-417 (24 septembre 1984)
- Prescription Drug Marketing Act of 1987, PL 100-293 (18 août 1988)
- Generic Animal Drug and Patent Term Restoration Act of 1988, PL 100-670 (November 16, 1988)
- Nutrition Labeling and Education Act of 1990, PL 101-535 (November 8, 1990)
- Safe Medical Devices Act of 1990, PL 101-629 (November 28, 1990)
- Medical Device Amendments of 1992, PL 102-300 (June 16, 1992)
- Prescription Drug User Fee Act (PDUFA) of 1992, PL 102-571 (October 29, 1992)
- Animal Medicinal Drug Use Clarification Act (AMDUCA) of 1994, PL 103-396 (October 22, 1994)
- Dietary Supplement Health and Education Act of 1994, PL 103-417 (October 25, 1994)
- Food Quality Protection Act of 1996, PL 104-170 (August 3, 1996)
- Animal Drug Availability Act of 1996, PL 104-250 (9 octobre 1996)
- Food and Drug Administration Modernization Act (FDAMA) of 1997, PL 105-115 (November 21, 1997)
- Best Pharmaceuticals for Children Act, PL 107-109 (January 4, 2002)
- Medical Device User Fee and Modernization Act (MDUFMA) of 2002, PL 107-250 (October 26, 2002)
- Animal Drug User Fee Act of 2003, PL 108-130 (February 20, 2003)
- Pediatric Research Equity Act of 2003, PL 108-155 (December 3, 2003)
- Minor Use and Minor Species Animal Health Act of 2004
- Food Allergen Labeling and Consumer Protection Act of 2004, PL 108-282 (August 2, 2004)
- Drug Efficacy Amendment ("Kefauver Harris Amendment") of 1962

Autres lois :
- Federal Food and Drugs Act of 1906 (repealed; for historical reference)
- Federal Meat Inspection Act (March 4, 1907)
- Federal Trade Commission Act (September 26, 1914)
- Filled Milk Act (March 4, 1923)
- Import Milk Act (February 15, 1927)
- Public Health Service Act (July 1, 1944)
- Trademark Act of 1946 (July 5, 1946)
- Reorganization Plan 1 of 1953 (March 12, 1953)
- Poultry Products Inspection Act (August 28, 1957)
- Fair Packaging and Labeling Act (November 3, 1966)
- National Environmental Policy Act (January 1, 1970)
- Controlled Substances Act (October 27, 1970)
- Controlled Substances Import and Export Act (October 27, 1970)
- Egg Products Inspection Act (December 29, 1970)
- Lead-Based Paint Poisoning Prevention Act (January 13, 1971)
- Federal Advisory Committee Act (October 6, 1972)
- Government in the Sunshine Act (September 13, 1976)
- Government Patent Policy Act of 1980 (December 12, 1980)
- Federal Anti-Tampering Act (October 13, 1983)
- Sanitary Food Transportation Act (November 3, 1990)
- Mammography Quality Standards Act (MQSA) (October 27, 1992)
- Bioterrorism Act of 2002 (June 12, 2002)
- Project BioShield Act of 2004 (July 21, 2004)
- Food and Drug Administration Amendments Act of 2007